# Districte d'Altötting
El districte d'Altötting, en alemany Landkreis Altötting, és un districte rural (Landkreis), una divisió administrativa d'Alemanya, situat al sud de la regió administrativa de l'Alta Baviera a l'estat federat de l'Estat Lliure de Baviera (Freistaat Bayern). Limita al nord amb el districte de Rottal-Inn, a l'est amb el districte de Mühldorf am Inn, al sud amb el districte de Traunstein i a l'oest amb l'estat austríac de l'Alta Àustria (en alemany Oberösterreich), en concret amb el districte de Braunau am Inn (Bezirk Braunau am Inn).

## Geografia
El districte és al límit dels Alps, s'hi diferencien tres grans espais naturals: la zona nord de la vall del riu Inn, la vall del riu Inn i la zona sud, caracteritzada per pujols d'antigues morrenes i les altes planes del riu Alz on comencen els Prealps. La vall del riu Inn és l'eix vertebrador del districte travessant-lo d'oest a est durant uns 10 km. L'Inn té dos afluents importants al districte, l'Alz pel sud i el Salzach que fa de frontera a l'est. Les terres del districte havien estat cobertes per boscs caducifolis però avui dia es dediquen a l'agricultura en la seva major part. Tanmateix hi ha algunes reserves naturals al curs baix del riu Alz i a la desembocadura del riu Salzach.

## Història
Altötting fou una de les parts originàries de Baviera, les tribus bavareses s'hi van establir poc després que l'Imperi Romà va abandonar aquestes terres. Durant el mandat del duc Tassilo III (748-788) es va mencionar per primer cop el lloc d'Ötting, que separa les ciutats d'Altötting i Neuötting (Vella Ötting i Nova Ötting). Al segle ix la regió va esdevenir un centre religiós amb esglésies i monestirs famosos i a partir del segle xv va esdevenir un gran centre de pelegrinatge. La Gnadenkapelle (Capella de la Imatge Miraculosa) és el santuari més visitat, és un dels santuaris més rics d'Europa gràcies a les donacions dels pelegrins al llarg dels segles. La capella va ser construïda el 680 i la imatge de la Mare de Déu, coneguda com la Mare de Déu d'Altötting, va ser tallada vers el 1330. El 1489 se li va atribuir el miracle de revifar un nen ofegat. L'any 2006 la imatge va ser traslladada pel Papa Benet XVI a la Basílica de Sta. Anna a la ciutat d'Altötting. Benet XVI va néixer el 1927 al poble proper de Marktl.
El districte d'Altötting va ser creat el 1837 i s'ha mantingut amb poques variacions territorials fins avui.

### Escut
L'escut del districte presenta la Gnadenkapelle (Capella de la Imatge Miraculosa), a l'esquerra; i el símbol blanc i blau de Baviera

## Economia
L'economia del districte es basa sobretot en la indústria química atès que una part del districte és dintre del triangle químic del sud-est de Baviera, una zona triangular amb les viles de Simbach am Inn (al districte de Rottal-Inn), Ampfing (al districte de Mühldorf am Inn) i Traunreut (al districte de Traunstein) als seus extrems que concentra un gran nombre d'empreses químiques d'importància internacional. Dintre d'aquest triangle es troben les ciutats de Burghausen, Burgkirchen an der Alz i Töging am Inn
El turisme també té un paper important, destaca el centre de pelegrinatge d'Altötting i el castell de Burghausen (el més gran d'Europa amb els seus 1.043 metres de llargària).

## Ciutats i municipis
| Ciutats                                              | Municipis | |
| ---------------------------------------------------- | --- | --- |
| - Altötting - Burghausen - Neuötting - Töging am Inn | - Burgkirchen an der Alz - Emmerting - Erlbach - Feichten an der Alz - Garching an der Alz - Haiming - Halsbach - Kastl - Kirchweidach - Marktl | - Mehring - Perach - Pleiskirchen - Reischach - Stammham am Inn - Teising - Tüßling - Tyrlaching - Unterneukirchen - Winhöring |